# Økonomi
Økonomi (gr. oikos + nomos, hus(holdning) + lov, altså egentlig ”regler for (eller styring af) en husholdning”) er en samfundsvidenskab, der analyserer produktionen og forbruget af varer og tjenesteydelser. Et vigtigt fokus er, hvordan og hvorfor forskellige aktører som forbrugere og virksomheder handler i forskellige situationer, og hvordan nationers og andre større sammenslutningers økonomiske sammenhænge fungerer. 
Siden 1969 har den svenske centralbank, Sveriges Riksbank, i enighed med Nobelstiftelsen uddelt en nobelpris i økonomi til banebrydende forskere inden for de forskellige økonomiske underdiscipliner.

## Definition
Der er ikke nogen bredt accepteret og samtidig præcis afgrænsning af, hvad der kendetegner økonomi som videnskab, men følgende definition, der stammer fra den engelske økonom Lionel Robbins, nævnes ofte:
| Citat | Økonomi er en videnskab der undersøger menneskets adfærd som et forhold mellem mål og begrænsede midler der har alternative anvendelsesmuligheder. | Citat |
|       | |       |

Definitionen gengives ofte som ”økonomi omhandler allokering af knappe resurser” og henleder altså opmærksomheden på det forhold, at menneskets adfærd i stort set alle sammenhænge typisk vil være påvirket af knaphed af en bestemt resurse, hvad enten denne er en naturresurse i fysisk forstand, varer, penge, tid eller mentale resurser. Andre definitioner har i tidens løb fokuseret på økonomi som bl.a. studiet af skabelsen af rigdom, af hvordan mennesker træffer beslutninger, af markeder og maksimerende adfærd og af, hvordan mennesker tjener og anvender deres indkomst.

## Underinddelinger
Økonomi kan opdeles i mange underdiscipliner. Det førende amerikanske tidsskrift Journal of Economic Literature (JEL) opererer med en officiel klassificering, som anvendes af mange forskere, biblioteker mv.  Den har 20 hoved-undergrupper, der igen er inddelt i en række subkategorier. En vigtig underinddeling har traditionelt været mellem nationaløkonomi (eller samfundsøkonomi) og erhvervsøkonomi (eller driftsøkonomi). Hovedemner inden for sidstnævnte er afsætning, organisation, regnskab og finansiering. Erhvervsøkonomi har traditionelt været i højsædet i undervisningen på handelshøjskolerne. En anden inddeling er mellem mikroøkonomi og makroøkonomi, hvor mikroøkonomien studerer individuelle forbrugeres, virksomheders og andre økonomiske aktørers adfærd, mens makroøkonomi omhandler aggregerede økonomiske begreber som BNP, indkomstfordeling, beskæftigelse og arbejdsløshed, inflation, valutakurser, økonomisk vækst og konjunktursvingninger samt finans- og pengepolitik.
Økonomisk analyse kan anvendes på stort set alle områder af menneskelig interesse. Kerneområder har været de ovennævnte, men også så forskellige emner som kriminalitet, uddannelse, familie, børnefødsler og parforhold, jura, politik, religion, krig, forskning og grundlæggende samfundsinstitutioner kan underkastes økonomisk analyse og har dermed deres egne nicheforskere og -tidsskrifter. 

### Hovedstrømning og heterodokse tilgange
En yderligere opdeling går mellem såkaldt mainstream-økonomi, dvs. hovedstrømningen inden for økonomisk tankegang, som er hovedindholdet i undervisningen på de fleste læreanstalter og grundlaget for den meste faglige og offentlige økonomiske debat, og forskellige alternative, såkaldt heterodokse teorier, som opfatter sig som i opposition til hovedstrømningen. Disse har også fortalere blandt nogle økonomiske forskere og deres egne faglige cirkler, men typisk et ret beskedent antal tilhængere og derfor en mere marginal position blandt økonomer. I den officielle JEL-klassifikation nævnes marxistisk økonomi, institutionel økonomi, evolutionær økonomi, østrigsk og feministisk økonomi som nuværende heterodokse tilgange. Andre nævner post-keynesiansk (i modsætning til nykeynesiansk) og økologisk økonomi (i modsætning til miljøøkonomi) som eksempler på heterodoks økonomi.

## Metodisk tilgang
Økonomisk metode adskiller sig fra øvrige samfundsvidenskaber ved at være udpræget matematisk i sin tilgang. Det gælder for begge videnskabens halvdele: Den teoretiske del og den empiriske del. Fordelen ved en matematisk tilgang er, at resultaterne er præcise og objektivt korrekte i forhold til deres forudsætninger, og at de antagelser, der ligger til grund for resultaterne i en konkret sammenhæng, bliver eksplicit præsenteret. Denne matematiske klarhed gør det muligt at nå en indsigt i komplicerede spørgsmål, som en rent verbal tilgang ikke giver mulighed for. En ulempe er, at tilgangen er mindre let tilgængelig for personer uden matematisk træning. 

### Forholdet mellem teori og empiri
Fremgangsmåden i økonomisk forskning kan beskrives som følger: Der opstilles en teoretisk model, typisk i form af nogle matematiske ligninger, der ud fra nogle grundlæggende antagelser (hypoteser) demonstrerer adfærden hos modellens aktører i en given situation. Dernæst anvendes den anden halvdel, empirien, til at evaluere, om modellens antagelser er realistiske. Hvis modellens resultat ikke virker empirisk plausibelt, vil det skyldes, at mindst én af dens antagelser er urealistisk. Man kan så opstille en modificeret model med ændrede antagelser og se, om denne klarer sig bedre empirisk. På denne måde skrider processen fremad med stadig opstilling og aftestning af nye og potentielt bedre modeller, der i stigende grad bør kunne afspejle empirisk relevante resultater. Empirien kan bestå af simple deskriptive data, men vil ofte være resultatet af mere avancerede statistiske metoder, der er indholdet i underdisciplinen økonometri.

### Økonomiske computermodeller
Forbedrede IT-metoder har betydet, at anvendt økonomi i stigende grad betjener sig af computermodeller, der kombinerer et teoretisk model-setup med empiriske data. Sådanne modeller opbygges og vedligeholdes ofte i institutioner som ministerier, centralbanker, tænketanke o.l. snarere end i egentlige universitetsforskermiljøer. Computermodellerne kan igen inddeles i forskellige typer alt efter deres teoretiske udgangspunkt og anvendelsesområde.  Eksempler på sådanne anvendte modeller i Danmark er ADAM, MONA, SMEC, DREAM og HEIMDAL.

### Eksperimentel økonomi
I nyere tid har disciplinen eksperimentel økonomi vundet en vis udbredelse. Inspireret af psykologi udsætter man en række mennesker for forskellige test og opgaver under videnskabeligt kontrollerede forhold. Især inden for den ret nye disciplin adfærdsøkonomi, der inddrager indsigt fra moderne psykologi i økonomiske sammenhænge, er eksperimenter af denne type en hyppigt anvendt metode.

## Nogle centrale mainstream-økonomiske begreber og tankegange
- Rationel adfærd: Økonomer fokuserer oftest på rationel adfærd, dvs. at de forskellige aktører antages at vælge de handlinger der forventes at stille dem bedst muligt i forhold til den kriteriefunktion de nu engang har, givet det udgangspunkt aktørerne står i og den information de har til rådighed. Dog undersøger især moderne adfærdsøkonomiske teorier også handlinger, der udspringer af begrænset rationalitet.

- Nyttemaksimerende forbrugere: Almindelige privatpersoner – ofte inddelt i husholdninger som så antages at være den grundlæggende private beslutningsenhed – antages at have en nyttefunktion som kriteriefunktion, dvs. deres grundlæggende ønske er at få så høj nytte som muligt. Nytte er imidlertid et meget bredt begreb, hvori man kan lægge stort set alt, hvad mennesker sætter pris på. Således vil materielt forbrug af varer og tjenesteydelser typisk indgå i nyttefunktionen, men i konkrete sammenhænge kan også forhold som fritid, et godt helbred, et langt liv, børn, et forureningsfrit miljø og mental tilfredsstillelse (f.eks. opfyldelse af et ønske om fairness) forøge nytten. En rationel person/husholdning vil så vælge sin adfærd således, at han opnår den højeste samlede nytte ved et kompromis mellem de forskellige elementer i nyttefunktionen.

- Profitmaksimerende virksomheder: Private virksomheder antages typisk at maksimere deres profit – dvs. at tjene så meget som muligt. Virksomhedernes kriteriefunktion er således endimensionel i modsætning til forbrugernes.

- Markeder og markedspriser: De fleste varer, tjenesteydelser og produktionsfaktorer udveksles via markeder, hvor markedsprisen bestemmes af udbud og efterspørgsel. Efterspørgslen på et varemarked afhænger af husholdningernes præferencer repræsenteret ved deres nyttefunktioner, af deres indkomst og af prisen på andre varer, mens udbuddet afhænger af produktionsomkostningerne. Fordi markedspriserne afspejler alle disse forhold, indeholder de meget store mængder af information og er derfor centrale for at kunne skabe en efficient allokering af økonomiens resurser.

- Fuldkommen konkurrence og markedsfejl: Er der såkaldt fuldkommen konkurrence på et marked, fungerer markedsmekanismen optimalt, og markedet vil fungere effektivt. Man taler om, at markedet i så fald fungerer pareto-optimalt eller efficient. I en sådan situation vil offentlige tiltag, der griber ind i markedets funktionsmåde, medføre forvridninger, dvs. skabe en inefficiens. Er der såkaldte markedsfejl på markedet (f.eks. i form af eksternaliteter, ufuldstændig information eller offentlige goder), vil konkurrenceforholdene imidlertid ikke være fuldkomne i udgangspunktet, hvilket vil give anledning til forskellige former for samfundsøkonomiske problemer. Forhold som arbejdsløshed, miljøproblemer og finanskriser kan således ifølge økonomisk teori tilskrives hver sin type markedsfejl.

- Offentlige indgreb i markedernes funktionsmåde kan dermed (kun) forbedre økonomiens funktionsmåde og dermed befolkningens velfærd, hvis de 1) enten korrigerer for en markedsfejl og dermed forbedrer markedets funktionsmåde, eller 2) foretages for at ændre fordelingen af resurserne på en måde, som opfattes som mere rimelig af befolkningen. Ofte vil der være en afvejning mellem disse to tiltag, idet ændringer, der forbedrer forholdene langs den ene dimension, samtidig forværrer forholdene langs den anden dimension. Dette er den grundlæggende afvejning mellem efficiens og fordeling i økonomisk politik.

- Økonomi og penge: I modsætning til den almindelige opfattelse handler den økonomiske videnskab kun i meget lidt omfang om penge, men derimod snarere om den fornuftigste anvendelse af reale resurser: Arbejdskraft og naturressourcer samt de produktionsfaktorer, varer og tjenesteydelser, der kan produceres ved hjælp heraf. Disse forhold kan – og bliver ofte – analyseret uden, at penge er noget nødvendigt led i transaktionen. Penge, der dels skabes af centralbanker og dels af private banker,[5] anses dog for et nyttigt betalingsmiddel, der letter udvekslingen af reale resurser, og enkelte økonomiske problemstillinger hænger specifikt sammen med anvendelsen i vores moderne samfund af penge som betalingsmiddel (i modsætning til en økonomi, hvor man i stedet byttede varer direkte). Disse problemstillinger, herunder inflation, analyseres i underdisciplinen monetær økonomi.

- Kort og lang sigt: I makroøkonomi spiller tidsperspektivet en fundamental rolle, idet økonomien ifølge hovedstrømningen fungerer afgørende forskelligt. På kort sigt er pristilpasningen træg i overensstemmelse med Keynes’ tankegang, mens priserne på lang sigt tilpasser sig som i traditionelle neoklassiske modeller. Konjunkturforløb og svar herpå hører til kortsigtsøkonomien, mens strukturelle udviklingstræk foregår i et langt tidsperspektiv. Økonomisk-politiske instrumenter virker derfor også helt forskelligt på kort og lang sigt, og det er afgørende at være klar over denne skelnen. Man kan eksempelvis ikke meningsfuldt bekæmpe strukturelle ledighedsfænomener med konjunkturpolitik, mens ændringer i arbejdsudbuddet typisk antages at medføre tilsvarende ændringer i beskæftigelsen på lang, men ikke nødvendigvis kort sigt. ”Kort sigt” svarer ofte til 1-2 år, men kan i konkrete situationer også være længerevarende perioder. Store konjunkturudsving kan således have en varighed, som er betydeligt længere end 1-2 år, jf. finanskrisen og depressionen.

- Hvad skaber vækst? Også begrebet økonomisk vækst har et meget forskelligt indhold, alt efter om der tænkes på kort eller lang sigt. Udsigterne til BNP-væksten et par år frem i tiden vil typisk være domineret af konjunkturudsigterne og de forhold, der påvirker disse. Den gennemsnitlige vækst over længere tidsrum, f.eks. udviklingen over årtier, vil derimod blive bestemt af strukturelle faktorer: Udviklingen i arbejdsstyrken, investeringerne og dermed kapitalapparatet, i tilgængeligheden af naturressourcer i bred forstand samt i den tilgængelige produktionsteknologi. I moderne vækstteori spiller den sidstnævnte faktor en særlig vigtig rolle. Det er en dominerende opfattelse, at fremskridt i menneskets viden og dermed teknologiske formåen er den afgørende faktor bag de sidste par hundrede års kraftige vækst i vores materielle levestandard.

- Den finansielle sektor spiller en væsentlig rolle i økonomien i form af sine tre hovedfunktioner: Den administrerer betalingsformidlingen og letter dermed økonomiens reale transaktioner (vareudveksling), den formidler kapital mellem lånere og opsparere og skaber dermed mulighed for forbrugsudjævning og investeringer, og den udjævner risici (f.eks. via forsikringsselskaber). Alle tre er vigtige tjenesteydelser i moderne økonomier. Samtidig er den finansielle sektor dog præget af væsentlige markedsfejl, ikke mindst i form af asymmetrisk information, der gør offentlig regulering ønskværdig. Erfaringen har imidlertid indtil nu vist, at det er svært at finde en optimal måde at regulere de finansielle markeder på.

## Økonomisk teorihistorie

### Klassikere og neoklassikere
Indsigtsfulde mennesker har beskæftiget sig med overvejelser af samfundsøkonomisk art langt tilbage i historien, således Aristoteles og middelalderens skolastikere. To lidt yngre tankegange nævnes ofte i teorihistoriske oversigter: Merkantilisterne, en økonomisk doktrin, der havde sit højdepunkt i 1500-1700-tallet, mente, at en nations rigdom afhang af dens akkumulation af guld og sølv, mens fysiokraterne, en gruppe af franske tænkere i 1700-tallet, mente, at landbruget var den afgørende kilde til al rigdom. 
Moderne økonomisk analyse regnes dog normalt for at blive grundlagt med Adam Smith, og specielt med udgivelsen af hans bog ”The Wealth of Nations” i 1776. Smith var den første af de såkaldte klassiske økonomer, som dominerede de økonomiske diskussioner i det meste af 1800-tallet. Andre kendte klassiske økonomer var Thomas Malthus, David Ricardo og John Stuart Mill. Også Karl Marx regnes i teorihistorisk sammenhæng ofte med i kredsen af klassiske økonomer. De studerede markedsøkonomier, prisdannelse, produktion og fordeling af indkomster.  
I perioden 1870-1910 blev den økonomiske tankegang afgørende påvirket af den såkaldte ”marginalistiske revolution” eller den ”neoklassiske skole”, hvor prominente navne var Alfred Marshall, William Stanley Jevons og Léon Walras. De indførte brugen af marginalbegrebet som stadig spiller en afgørende rolle i moderne økonomi og systematiserede analysen af udbud og efterspørgsel som de elementer, der i fællesskab bestemmer både prisen på og mængden af varer i en markedsligevægt, hvor efterspørgslen igen afhænger af forbrugernes marginalnytte og udbuddet af produktionsomkostningerne. Disse neoklassiske principper udgør stadig i dag grundlaget for det meste af den elementære mainstream-økonomi som der bliver undervist i på de fleste vestlige universiteter, ikke mindst inden for mikroøkonomi.

### Makroøkonomiens fødsel
Makroøkonomi som en selvstændig underdisciplin regnes normalt for at starte med John Maynard Keynes og især hans hovedværk The General Theory of Employment, Interest and Money fra 1936. Keynes lagde i modsætning til traditionel neoklassisk analyse vægt på, at priserne virker ret ufleksible på kort sigt: Pristilpasningen er træg, hvilket han brugte til at forklare stigninger i ledigheden i forbindelse med lavkonjunkturer og kriser som depressionen i 1930’erne. Det skaber en rolle for finanspolitik og andre tiltag, der påvirker den samlede efterspørgsel i en økonomi, til at påvirke ledigheden.

### Efterkrigstiden
I de første årtier efter 2. verdenskrig blev keynesiansk makroøkonomisk teori helt dominerende inden for den økonomiske tænkning. Der opstod det, man kalder den neoklassiske syntese, som kombinerede den keynesianske makroøkonomiske teori med en fortsat byggen på neoklassiske tanker inden for mikroøkonomien. Efterhånden blev de oprindelige keynesianske tanker dog udfordret fra forskellig side. Én vigtig udfordring kom i 1960’erne fra monetaristerne, anført af Milton Friedman. Senere og mere fundamentalt kom nyklassikerne (som ikke bør forveksles med de tidligere omtalte neoklassikere), der bl.a. tæller Robert Lucas fra University of Chicago. Nyklassikerne understregede vigtigheden af at forklare makroøkonomiske udviklingstræk som økonomisk vækst og konjunkturcykler ud fra et neoklassisk mikroøkonomisk fundament. De fokuserede i høj grad på udbudsstød og rationelle forventninger og afviste, at politiske indgreb som aktiv finanspolitik vil kunne gavne økonomien. 
Som svar på udfordringen fra nyklassikerne voksede i 1980'erne nykeynesianerne frem. De delte ønsket om et mikroøkonomisk fundament og udgangspunkt i rationelle forventninger med nyklassikerne, men fastholdt fra Keynes' oprindelige tankegang en empirisk baseret tro på træg prisdannelse og en aktiv rolle for økonomisk politik. Moderne makroøkonomiske diskussioner tager ofte udgangspunkt i uenighederne mellem nyklassikere og nykeynesianere.

## Økonomiske kontroverser
Økonomiens emner har stor betydning for den måde, vi indretter vores samfund på, og er derfor naturligt nok ofte genstandsfelt for en række kontroverser. Såvel blandt ikke-økonomer som blandt heterodokse økonomer, der befinder sig uden for mainstream-tankegangen, og blandt mainstream-økonomer indbyrdes stilles der ofte spørgsmål ved nogle af de mere etablerede opfattelser.
Et nyligt eksempel herpå er pengeskabelsens rolle i samfundet, hvor nogle personer mener, at de private bankers pengeskabelse er en vigtig faktor i dannelsen af finansielle bobler, og der derfor er behov for at fokusere mere på pengemængden og pengeskabelsens rolle for den makroøkonomiske stabilitet, end man hidtil har gjort.  Ikke mindst efter finanskrisen 2008 har denne opfattelse fået mere opmærksomhed i offentligheden.
Regeringen Mette Frederiksen nedsatte i 2021 en reformkommission, der har til opgave at stille forslag om nye reformer. Formanden for kommissionen, Nina Smith, har tilkendegivet, at det ikke længere er muligt at nå videre med den strategi, der sigter mod at skabe større udbud af arbejdskraft. Usikkerhederne i finansministeriets modeller illustreres blandt andet ved, at coronakrisen har vist, at et økonomiske råderum er langt større end modellerne antager. Med udsigt til den største vækst i økonomien i flere årtier, er der ifølge Smith behov for at udvide regnemodellerne.

## Ekstern henvisning
- Københavns Universitetsbiblioteks LibGuide til økonomi Arkiveret 23. oktober 2012 hos  Wayback Machine